# Isabelet Roux
Isabelet Roux (1761-1826) née à Arles, dans le quartier de la Roquette, est considérée comme une sainte par les Arlésiens. Fille du capitaine Jean Roux, elle est morte au Carmel d'Arles.

## Naissance et vie dans le quartier de la Roquette à Arles
Élisabeth Roux, alias Isabelet, est née en 1761, dans le quartier des pêcheurs d’Arles qui résident sur les paroisses de Saint Laurent et Sainte-Croix, toutes deux situées dans ce quartier de la Roquette (les autres marins habitent Trinquetaille). La position particulière de la ville est stratégique, depuis l’antiquité pour le développement du commerce fluvial et maritime,  même si au XVe siècle, le trafic est réduit à cause de l’insécurité due aux errances des bandes « d’écorcheurs » (il existe une tour des « écorchoirs », sur les ruines d’un ancien rempart de la ville). Au XVIIe siècle les marins d’Arles re-développent l’activité et transportent des marchandises telles que le sel, le bois, les soieries et les savons de Marseille, mais également des passagers, ce qui fait leur richesse jusqu’au milieu du XIXe siècle. Il faut alors deux mois pour remonter le cours du Rhône jusqu’à Lyon grâce aux chevaux de halage.
Isabelet passe soixante ans dans cette maison en observant les allers retours de bateaux, tartanes, goélettes et allèges à fond plat. Les bugadières (lavandières) lavant le linge des pêcheurs. À cette époque, on utilise le sel pour sécher les poissons et les viandes.  Le sel est une monnaie d’échange, que les fermiers paient pour pouvoir passer le pont de Tinquetaille. Le 13 janvier 1789, le pont est englouti par les glaces. Un câble est tendu entre les deux rives pour déplacer les embarcations. C’est ce que l’on nomme le « bac à traille ». Lorsqu’en 1791 le pont est encore rompu, emporté jusqu’aux plages de Camargue, Isabelet prie lors d’une messe mensuelle. 

## Famille
Jean, le père d’Isabelet, capitaine marin, est spécialisé dans les voyages vers Marseille. Sa mère, Delphine Roux élève ses trois filles sur la terrasse de la maison pendant que le père voyage. Sa mère confie l'éducation d'Isabelet aux religieuses de la visitation dont le couvent se trouve à côté de la maison familiale. La jeune fille fait sa communion à 10 ans, et elle qui est plutôt selon les dires de son entourage coléreuse, devient calme et prie énormément. À 16 ans, elle quitte sa maison pour entrer au couvent. Son père ne souhaite pas qu’elle devienne religieuse. Il souhaite la marier rapidement à un jeune homme de bonne famille originaire de Marseille.

## Son influence sur les marins
Isabelet et son père embarquent pour Marseille, car son père veut la marier afin de lui éviter le couvent, alors que le temps est serein. Toutefois, dès qu’ils quittent Arles, une tempête se déchaîne et détruit le mât et le gouvernail. Alors que le bateau risque de se casser en deux et que l’équipage s’apprête à mourir, tous se mettent à prier sauf Isabelet.  Les marins la supplient de prier avec eux. Elle pose alors comme condition à son père de ne pas la forcer à se marier si elle fait cesser la tempête. Celui-ci accepte, Isabelet se met à prier et la tempête cesse aussitôt. De retour sur la terre ferme, le père demande à sa fille de ne pas entrer au couvent, en revanche, elle est libre désormais d’organiser ses journées comme elle le souhaite. 

## Une vie au service des autres
Elle veut vivre exclusivement pour Dieu, elle transforme sa chambre en cellule monastique et distribue ses vêtements à ses sœurs. Elle se rend à l’église tous les matins. Elle accomplit nombre d’acte de charité et participe à l’éducation des religieuses et des petites filles du quartier. C’est pourquoi, on entend dire dans le quartier de la Roquette, qu’Isabelet vit sous la protection de son ange gardien. Elle passe finalement sa vie à aider les autres. 
À 62 ans, après la mort de ses parents, elle entre au Carmel. Elle est surnommée la « petite sainte de la Roquette » et meurt le 22 juin 1826. Elle est béatifiée en 2011. Ses cendres sont déposées à l’église de Saint Césaire dans son quartier. 